# Arquitetura de informação
A Arquitetura da informação (AI) é a arte de expressar um modelo ou conceito de informação utilizados em atividades que exigem detalhes explícitos de sistemas complexos. Entre essas atividades estão sistemas de biblioteca, sistemas de gerenciamento de conteúdo, desenvolvimento web, interações de usuários, desenvolvimento de banco de dados, programação, artigos técnicos, arquitetura corporativa e de design de software de sistemas críticos. Arquitetura da informação tem um significado um pouco diferente nestas diferentes ramificações de arquitetura de SI ou TI. A maioria das definições possuem qualidades comuns: um design estrutural de ambientes compartilhados, métodos de organização e etiquetagem de sites web, intranets e comunidades online, e meios de trazer os princípios de design e arquitetura para a paisagem digital. 

## Definições
Historicamente o termo Arquitetura de Informação é atribuído a Richard Saul Wurman. Wurman enxerga a arquitetura assim como ela é "usada por arquitetos de palavras de política externa".
A arquitetura tradicional (voltada para a construção civil) é conceituada como a arte ou técnica de projetar e edificar ambientes habitados. Como atividade humana, ela existe desde que o homem passou a se abrigar das intempéries, e tem evoluído à medida que ganhou importância o design do ambiente construído, buscando-se a organização de espaços físicos.
Nos tempos atuais, um novo tipo de arquitetura tem sido necessário, sobretudo em grandes organizações. Lidando com estruturas digitais de informação e software ao invés de estruturas físicas de alvenaria, a Arquitetura de Informação consiste no design de ambientes informacionais compartilhados e resistentes à entropia, que vem a ser o estado de desordem natural de qualquer sistema na ausência de uma força organizadora.
Muitos dos artigos publicados sobre esse tema apontam o design de interfaces ou a estruturação de sítios na Web como o seu principal foco. Entretanto, a interface é uma janela para a informação. Até mesmo a melhor interface só é tão boa quanto a informação por trás dela. O oposto também é válido: até a informação mais compreensivelmente formatada só será tão útil quanto a sua interface. Assim, embora mutuamente dependentes, essas disciplinas não são a mesma coisa, nem tampouco estão contidas integralmente uma na outra.
Não por acaso, a Arquitetura de Informação guarda muitas semelhanças com sua ancestral. A principal delas é a característica de ser centrada no ser humano: como a informação só pode existir em "comunidades de sentido", a Arquitetura de Informação trata primeiramente de pessoas, buscando assegurar-lhes conforto e, somente depois, tecnologia.
Com esse objetivo, faz-se necessário o estabelecimento de padrões capazes de homogeneizar o significado de palavras, expressões e símbolos utilizados em todo o ciclo de produção das soluções de tecnologia da informação. Um vocabulário controlado contribui muito para minimizar as barreiras de entendimento, proporcionando um meio eficiente e confiável para a troca de informações.
Nas organizações situa-se no domínio dessa disciplina a responsabilidade por manter a "visão do todo", assim materializada no modelo arquitetural das informações corporativas voltadas ao atendimento das necessidades dos clientes, acionistas e sociedade, considerando o movimento do mercado e em conformidade com órgãos reguladores.

## Conceitos
O termo arquitetura de informação descreve um conjunto de habilidades especializadas que se relaciona à interpretação da informação e expressão de distinções entre signos e sistemas de signos. Há algum grau de origem na biblioteconomia. Muitas escolas com bibliotecas e departamentos de ciência da informação ensinam arquitetura de informação.
A arquitetura de informação é a categorização da informação em uma estrutura coerente, preferencialmente aquela que a maioria das pessoas possa compreender rapidamente. Geralmente é hierárquica, mas também pode ter outras estruturas, como concêntrica ou até mesmo caótica, e está totalmente relacionada com filosofia e semiótica.
No contexto do projeto de sistemas de informação, a arquitetura de informação refere-se à análise e ao design dos dados armazenados pelos sistemas de informação, concentrando seus atributos e relacionamentos em elementos denominados entidades. Refere-se também à modelagem de dados de um banco de dados individual e de modelos de dados corporativos que uma empresa utiliza para coordenar a definição de dados utilizados. O "modelo de dados canônico" é aplicado a tecnologias de integração como uma definição para dados específicos passados entre os sistemas de uma empresa. Em um alto nível de abstração, ela também pode se referir à definição de depósitos de dados. 

### Definição segundo a I.A.I.
A arquitetura da informação é definida pelo Information Architecture Institute como:
1. Design estrutural de ambientes de informação compartilhada;
2. Arte e ciência de organização e rotulação de sites web, intranets, comunidades online e software de apoio à encontrabilidade e usabilidade;
3. Comunidade de prática emergente focada em trazer princípios de design e arquitetura para o paisagismo digital.

## Objetivo da Arquitetura da Informação
O objetivo da Arquitetura da Informação  é tornar eficaz a interação entre o usuário e a interface do qual ele esta interagindo. A interação humano-computador e a usabilidade de um sistema estarão comprometidas caso as informações e o conteúdo não sejam organizados e apresentados de forma clara e coerente para o usuário (Pressman & Lowe, 2009; Nielsen & Loranger, 2007). Garantir uma experiência de uso de qualidade de um sistema interativo exige organizar e apresentar as informações de modo a facilitar seu acesso, de tal forma que o usuário a encontre intuitivamente (Camargo, 2010; Moraes & Rosa, 2008; Pressman & Lowe, 2009).
Para Preece et al (2005), a apresentação das informações influencia a facilidade ou a dificuldade de encontrar e/ou entender a informação. Assim, em sistemas interativos, é importante que a informação seja apresentada para ser imediatamente percebida e compreendida. A importância da organização e apresentação da informação ganha relevância quando sua ausência é percebida. 
Diferentes pessoas precisam da informação de maneira diferente. Imagine se um supermercado organizasse suas prateleiras por fabricante e você precisasse encontrar um produto, como café, por exemplo. Você precisaria saber qual o fabricante da marca de café que você gosta mais para poder encontrar o produto. Embora os produtos estejam organizados, pode ser difícil para muitas pessoas encontrarem os produtos que precisam. Se o supermercado organizar suas prateleiras por fabricante, as marcas dos produtos ficariam em segundo plano ou mesmo perderiam a relevância. Teríamos que repensar toda a experiência de compra, já que o mesmo fabricante de enlatados poderia fabricar cerveja, e teríamos um corredor com estes dois produtos lado a lado. 

Sendo assim, ao organizar a informação precisamos de 3 conceitos fundamentais:
Os 3 conceitos fundamentais, ou "pilares", da Arquitetura de Informação são:
- Pessoas: para quem estamos trabalhando a informação. Como as pessoas vão interagir, pesquisar ou referenciar a informação.
- Conteúdo: a informação em si. Os dados, o formato, a maneira de armazenamento da informação.
- Contexto: em qual cenário esta informação é relevante. Que sentido tem a informação.